# Copidognathus fernandezi
Copidognathus fernandezi är en kvalsterart som beskrevs av Newell 1971. Copidognathus fernandezi ingår i släktet Copidognathus och familjen Halacaridae. Inga underarter finns listade i Catalogue of Life.